# Nemanja Đurić
Nemanja Đurić je bio hrvatski košarkaš. Igrao je za Hrvatsku i za Jugoslaviju.
Bio je članom sastava hrvatske reprezentacije koja je odmjerila snage s izabranim sastavom zvijezda NBA lige u povijesnoj utakmici odigranoj u Karlovcu 2. lipnja 1964. godine. Za Hrvatsku su tada igrali Josip Đerđa, Boris Križan, Nemanja Đurić, Dragan Kovačić, Marko Starčević (Ostarčević?), Živko Kasun, Slobodan Kolaković, Petar Skansi, Zlatko Kiseljak, Željko Troskot, Stjepan Ledić, Mirko Novosel.